# Creador de discos de arranque
El Ubuntu Live USB creator es una herramienta oficial diseñada para crear Live USB de Ubuntu. La herramienta ya está incluida en los repositorios desde Ubuntu 8.10 .

## Características
- Instala el cargador de arranque en el dispositivo USB
- Persistencia opcional (todos los cambios introducidos en el sistema se guardan, a diferencia de un Live CD)
- Indicador de progreso
- No formatea el dispositivo

## Desarrollo sobre otras plataformas
Se han realizado versiones para Windows y KDE.